# فاليري ليوكين
فاليري فيكتوروفيتش ليوكين (الروسية: Валерий Викторович Люкин ؛ من مواليد 17 ديسمبر 1966 في أكتيوبنسك، كازاخستان الاشتراكية السوفياتية، الاتحاد السوفيتي) لاعب جمباز فني روسي أمريكي متقاعدة تحول إلى مدرب جمباز. كمنافس للاتحاد السوفيتي السابق ، كان فاليري بطل الأولمبي لعام 1988 في مسابقة الفرق وبشكل فردي على عارضة الأفقية، والميدالية الفضية الأولمبية في الجمباز الشامل وعارضة أفقية وعارضات المتوازية.
في 16 سبتمبر 2016، تم تعيينه منسقًا لفريق الجمباز الوطني للسيدات في الولايات المتحدة، ليحل محل المتقاعدة مارتا كارولي. في 2 فبراير 2018، استقال ليوكين من هذا الدور وسط فضيحة الاعتداء الجنسي على لاعبات الجمباز في الولايات المتحدة الأمريكية.